# Assedio di Costantinopoli (1235)
L'assedio di Costantinopoli del 1235 fu un assedio bulgaro-niceo, condotto da Giovanni III Vatatze e dallo Tzar bulgaro Ivan Asen II contro la capitale dell'impero latino retto dall'imperatore Giovanni di Brienne. L'assedio non ebbe successo, e vi fu in seguito una tregua di due anni.

## Preludio
Dopo la morte di Roberto I, imperatore di Costantinopoli nel 1228, Giovanni di Brienne ne divenne reggente. Dopo la disastrosa sconfitta del despotato d'Epiro per mano dei Bulgari alla battaglia di Klokotnitsa, la minaccia epirota ai Latini fu rimossa, solo per essere sostituiti dai Nicei, che avevano iniziato a prendere territori in Grecia. Giovanni III Vatatze, imperatore di Nicea, concluse un'alleanza con i Bulgari, che nel 1235 culminò con una nuova campagna contro i Latini.

## L'assedio
Dopo che Giovanni III Vataze e Ivan Asen II assediarono Costantinopoli, Angelo Sanudo, Duca di Nasso, mandò uno squadrone navale per aiutare i Latini. Dopo un duro combattimento, l'assedio finì in fallimento, e nella ritirata dei Bulgari e dei Nicei, la quale avvenne in autunno a causa dell'inverno incombente, Sanudo intervenne per firmare una tregua tra i due imperi, che durò per due anni. Ma nel 1237, proprio alla fine del trattato di tregua, morì Giovanni di Brienne, e Ivan Asen II, che accarezzava l'idea di diventare un reggente dell'impero latino, ruppe il trattato.

## Conseguenze
Nel 1247, i Nicei avevano ormai circondato Costantinopoli, e la battaglia di Pelagonia nel 1258 segnò l'inizio della fine del predominio latino in Grecia. Infine, il 25 luglio 1261, il generale niceo Alessio Melisseno Strategopulo approfittò dell'assenza della maggior parte dell'esercito latino, partito per una nuova campagna, per entrare nella città alla testa delle sue truppe attraverso un'entrata indifesa della città e ripristinò l'impero bizantino per il suo signore Michele VIII Paleologo.